# Altenschwand (Bodenwöhr Weiler)
Altenschwand (Weiler/Bahnhof) ist ein Ortsteil der Gemeinde Bodenwöhr im südlichen Landkreis Schwandorf im bayerischen Regierungsbezirk Oberpfalz.

## Geografie
Altenschwand (Weiler/Bahnhof) liegt etwa zwei Kilometer nördlich des Ortes Altenschwand an der Kreisstraße SAD 18. Der Betriebsbahnhof Altenschwand liegt an der Bahnstrecke Schwandorf–Furth im Wald. Bis zum Jahr 2001 hielten hier auch Personenzüge. Inzwischen passieren die Züge den Ort ohne Halt.

## Medien
Zu Zeiten des Widerstands gegen die Wiederaufarbeitungsanlage Wackersdorf erschien die "Schwall" oder besser "Schwandner Allgemeine", ein Anti-WAA-Widerstands-Blättchen von und für Bürger aus den Altenschwand- und Neuenschwand (Bodenwöhr), später auch weiter im Raum Wackersdorf und Landkreis Schwandorf verbreitet.

## Sehenswürdigkeiten
- Franziskus-Marterl – Das Franziskus-Marterl ist ein Kapellenbildstock im Südosten der unvollendeten Wiederaufarbeitungsanlage Wackersdorf „Im Blaubeerwald“ in der Nähe des Betriebsbahnhofes Altenschwand. Kurz vor dem ehemaligen Bahnhof Altenschwand zweigt der Weg in Richtung „Im Blaubeerwald“ ab. Nach etwa 300 Metern befindet sich links das Franziskus-Marterl.

## Baudenkmäler
Siehe auch: Liste der Baudenkmäler in Altenschwand